# Хабалашвили, Константин
Константин Хабалашвили (груз. კონსტანტინ ხაბალაშვილი, род. 7 мая 1992) — грузинский борец вольного стиля, призёр чемпионатов Европы.

## Биография
Родился в 1992 году в Гори. В 2009 году стал серебряным призёром первенства Европы среди кадетов. В 2012 году стал серебряным призёром первенства мира среди юниоров.
В 2014 году стал бронзовым призёром чемпионата Европы.